# Operador semisimple
En matemàtiques, i més concretament en l'àmbit de l'àlgebra lineal, la noció d'operador semisimple constitueix una generalització de matriu diagonalitzable. Permet distingir dos tipus de problemes a l'hora de generalitzar: per una banda, les dificultats vinculades a l'aritmètica del cos de coeficients al qual es considera l'operador (o la matriu), i per altra banda, les dificultats independents del cos escollit.
Una matriu A a coeficients dins un cos commutatiu K s'anomena semisimple sobre K si tot subespai invariant per A té un subespai complementari invariant per A.
Un resultat important sobre operadors semisimples és que un operador lineal sobre un espai vectorial de dimensió finita sobre un cos algebraicament tancat és semisimple si i només si és diagonalitzable. Això és així perquè un tal operador sempre té un vector propi; si, a més, és semisimple, llavors té un hiperplà invariant complementari, que al seu torn té un vector propi, i així per inducció és diagonalitzable. Recíprocament, és fàcil veure que els operadors diagonalitzables són semisimples, ja que els subespais invariants són suma directa d'espais propis, i qualsevol base d'aquest espai es pot estendre a una base pròpia.

## Resultats generals
La semisimplicitat es pot caracteritzar amb l'ajuda del polinomi mínim de la matriu considerada: una matriu a coeficients dins K és semisimple si i només si el seu polinomi mínim no té cap factor quadrat (és a dir, no admet cap divisor que sigui el quadrat d'un altre polinomi) dins K[X].
En particular, en el cas en què totes les arrels del polinomi mínim de A pertanyin a K, l'afirmació anterior es reformula com «A és semisimple si i només si és diagonalitzable».
Si el cos de coeficients té la propietat de ser perfecte (per exemple qualsevol cos finit; o qualsevol cos de característica zero, com ara el cos dels nombres racionals o el cos dels nombres reals), és a dir, que tots els polinomis irreductibles a coeficients en aquest cos tenen només arrels simples dins una clausura algebraica del cos, aquesta caracterització es pot escriure com «una matriu és semisimple si i només si és diagonalitzable dins una clausura algebraica del cos».

## Exemple en un cos no perfecte
Les definicions i els resultats que hem vist poden dependre del cos K de referència. A continuació veurem un exemple "patològic" que permet observar certes subtileses.
Sigui F₂ el cos de dos elements, i sigui K = F₂(Y), el cos de les fraccions algebraiques sobre F₂. Definim la matriu
{\displaystyle A={\begin{pmatrix}0&Y\\1&0\end{pmatrix}}.}
El polinomi característic d'aquesta matriu és χA(Z) = Z² - Y, que no té arrels dins K, perquè Y no és quadrat dins K, donat que la seva valoració és senar. Això ens diu que la matiru A no té cap valor propi dins K. Aleshores A és semisimple dins K.
Considerem ara l'extensió quadràtica L = K[X]/(Y - X²), el cos de descomposició de χA.
Sobre L, χA(Z) = Z² - X² = (Z - X)² ja no és irreductible, i A té com a valor propi doble X. Si A fos diagonalitzable, seria semblant a la matriu diagonal XI i, per tant, igual a aquesta matriu. Però hom pot veure que A no és una matriu diagonal. Per tant, no és diagonalitzable, i en conseqüència no és semisimple dins L.